# کبوتر میوه‌خوار پس‌سرسرخ
کبوتر میوه‌خوار پس‌سرسرخ (نام علمی: Ptilinopus dohertyi) گونه‌ای از پرندگان خانواده کبوتران (Columbidae) و بومی سومبا است.
زیستگاه طبیعی آن جنگل‌های کوهستانی نمناک نیمه‌گرمسیری یا گرمسیری است. از دست دادن زیستگاه آن را تهدید می‌کند.